# Liu Kang
Liu Kang (Chinês: 劉鋼 Liú gāng, ou 劉康 Liú kāng) é um personagem fictício da série de jogos Mortal Kombat. Inspirado em Bruce Lee e introduzido no primeiro Mortal Kombat como um dos sete personagens jogáveis, Liu Kang é um monge Shaolin que entra o torneio Mortal Kombat para salvar a Terra de uma possível invasão. Após sua vitória, ele se torna protagonista dos primeiros jogos da série. Seu golpe mais popular é o "chute de bicicleta", executando vários pontapés, geralmente no peito do seu adversário.

## Concepção

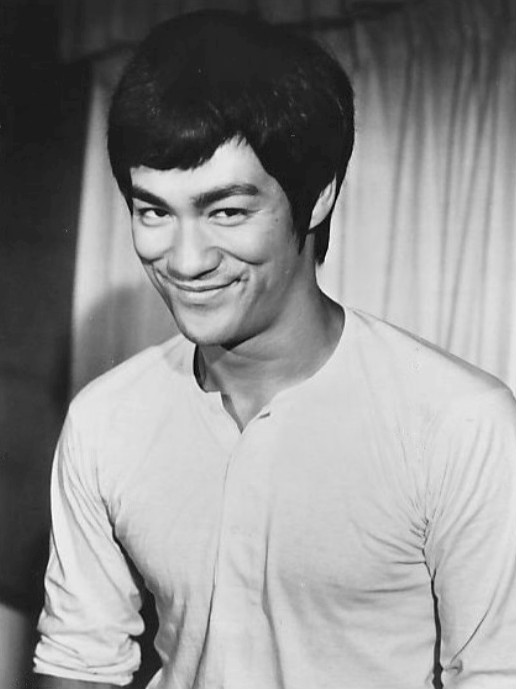
Foto de Bruce Lee do filme Fists of Fury (também conhecido como The Big Boss). Bruce Lee 1973

Liu Kang era originalmente um personagem japonês chamado Minamoto Yoshitsune, mas o co-criador e desenhista de personagens de  Mortal Kombat  John Tobias afirmou que a equipe não poderia "lidar com o nome". De acordo com Tobias, cujo personagem favorito da série é Liu Kang, ele "originalmente seria um monge budista" calvo e de túnicas, mas acabou se parecendo com Bruce Lee". Parte disso veio do fato de que o ator interpretando Liu Kang no jogo original, Ho-Sung Pak, se recusou a raspar a cabeça. O nome foi inspirado no ator Gordon Liu.
A concepção de Liu Kang como monge Shaolin, que geralmente tem crenças fortes a respeito de morte e assassinato, fez a equipe de Mortal Kombat dar para ele uma Finalização que não assassinava o oponente. Porém isso mudou em Mortal Kombat II, em que também decidiu se dar cabelos mais longos ao personagem para ressaltar que ele não era mais um monge. O co-criador da série, Ed Boon, mencionou que Liu Kang foi desenhado como o personagem mais "acessível" da série, que jogadores casuais e experientes poderiam usar sem dificuldade.
Os quatro jogos originais tinham Liu Kang como parte central da história. Isso mudou após a saída de Tobias da Midway Games em 1999, com o artista ressaltando que se ele tivesse continuado, o personagem e depois seu filho se manteria como foco da série. Liu Kang voltou a ser o protagonista em Mortal Kombat 11, com Boon declarando que o tema principal do jogo era "redenção". Isso é explorado na campanha do jogo, onde a versão jovem de Liu Kang, descrita por Boon como "a epítome do heroi", surge e confrontam suas versões futuras corrompidas, encarando seus próprios pecados.

## História
Na realização do torneio Mortal Kombat, Liu Kang encontra o astro decadente de filmes de ação, Johnny Cage - a fim de provar para o mundo que não era uma fraude - e a oficial das Forças Especiais dos EUA, a tenente Sonya Blade - que busca prender (exterminar por vingança) o líder de uma rede de criminosos mercenários, Kano. Juntos, guiados pelo deus do trovão Raiden e seguindo suas próprias motivações, lutam contra diversos guerreiros de Outworld, Liu Kang derrota o atual campeão Goro, e depois luta com Shang Tsung. Em uma batalha sangrenta, Liu Kang  se torna Vencedor do Mortal Kombat impedindo que Outworld invadisse a Terra com seus esquadrões de extermínio e virando um capricho nas mãos do Imperador Shao Kahn.
De volta à White Lotus Society e comemorando a vitória, Liu Kang e Raiden recebem um novo convite: desta vez, um torneio particular na Outworld (Exoterra), sob os olhos do Imperador. Se Liu vencesse novamente, Outworld desistiria de uma vez por todas de conquistar a Terra e não voltaria a competir no Mortal Kombat - como instruía os deuses Anciãos. Ao mesmo tempo, um pequeno esquadrão de tarkatâneos líderados por Baraka, invade o Templo da Ordem da Luz matando inocentes e sequestrando Sonya Blade (eventos de Mortal Kombat II).
Uma vez em Outworld, todas as regras do torneio não tinham validade. Liu Kang contou com a ajuda de seu melhor amigo Kung Lao, Johnny Cage e Jax - que procuravam por Sonya - e de Raiden. É exatamente neste contexto que o jovem conhece Kitana, ainda como assassina pessoal de Shao Kahn, alertando-a de sua verdadeira história. Com guerreiros mais sanguinários, Liu venceu todos os oponentes até se reencontrar com seu arqui-inimigo Shang Tsung, dessa vez mais jovem e com um poder redobrado. Ao vencer pela segunda vez o feiticeiro, Liu Kang descobre que o torneio em Outworld era uma mera distração para os guerreiros da Terra, pois Kahn estava reunindo tropas para invadir a Terra que estava desprotegida. Enfurecido, Liu Kang desafia Shao Kahn ao Mortal Kombat e muito debilitado consegue vencer o Imperador. Mas já era tarde demais.
Durante os eventos seguintes, em Mortal Kombat 3, Kahn já havia conseguido reunir informações que sua esposa suicida Sindel estava morta na Terra e contou com a ajuda do outro feiticeiro Quan Chi para ressuscitá-la. Assim, Kahn poderia infringir as regras do Mortal Kombat e invadir a Terra para reclamar por sua esposa. Enquanto os guerreiros estavam em Outworld, Kahn preparava as suas tropas para a invasão à Terra. Kahn invadiu a Terra matando diversos inocentes. Era hora de reunir mais aliados e Liu Kang, Raiden e Kung Lao conseguiram Nightwolf, Kitana, Stryker, Jax, Cage e Sonya. Juntos, mais uma vez, enfrentaram as hordes outworldianas e venceram a ameaça de Kahn e seus feiticeiros. A Terra finalmente estava em paz, por hora.
Após um breve período de paz e aproveitando o fracasso de Kahn, Liu Kang visita um amigo africano e também treinado pela White Lotus, Kai. Nesse momento, são avisados por Raiden para um encontro imprescindível. Os dois se encontram com diversos amigos e aliados e descobrem que uma nova e poderosa ameaça estava por vir: o deus caído Shinnok conseguiu um poderoso amuleto para invadir a Terra com o feiticeiro Quan Chi (eventos de Mortal Kombat 4). Liu Kang viaja até Netherrealm para encontrar Shinnok e, como legítimo campeão do Mortal Kombat, destruir o amuleto e prendê-lo eternamente no inferno.
Enquanto isso, o espectro nêutro Scorpion consegue encurralar o feiticeiro Quan Chi em Netherrealm e a fonte de poder de Shinnok (seu amuleto) é enfraquecida por isso. Liu Kang aproveitando o fato, consegue derrotá-lo e retorna ao Templo Shaolin. Kitana aparece através do portal de Edenia e agradece a Liu Kang pela ajuda. Ela oferece a Kang a chance de se unir a ela no trono de Edenia, mas por conta de suas responsabilidades como campeão do Mortal Kombat, ele é obrigado a rejeitar a oferta.
Anos depois, enquanto treinava na Wu Shi Academy - lugar para treinar uma nova geração de guerreiros para proteger a Terra de futuras ameaças - Liu Kang é morto numa emboscada (Mortal Kombat: Deadly Alliance). Quan Chi e Shang Tsung, munidos do amuleto de Shinnok, conseguiram atravessar os portais e dar inicio ao maquiavélico plano de conquista. Para isso, entretanto, era preciso destruir suas ameaças fatais, uma delas evidentemente era o campeão do Mortal Kombat. E eles têm êxito. Com Liu Kang morto, a aliança mortal podia destruir qualquer um.
A alma de Liu Kang foi aprisionada por Shang Tsung em Outworld. Nos eventos ocorridos em Mortal Kombat: Deadly Alliance, Raiden empenha-se em destruir Onaga, Quan Chi e Shang Tsung se os visse. Enquanto não se sabe se Quan Chi e Shang Tsung estão realmente mortos, as almas consumidas por Tsung são libertadas, inclusive a de Liu Kang.
O espírito de Liu Kang decide permanecer em Outworld para ajudar na luta contra Onaga, durante os eventos de Mortal Kombat: Deception. Lá ele conhece um demônio santificado chamado Ashrah, que indica o caminho até onde seus amigos estão. Depois disso, a alma de Liu Kang alia-se ao misterioso ninja Ermac para duas missões: a primeira, salvar seus amigos do domínio de Onaga e a segunda, derrotar seu corpo físico, pelo comportamento que o mesmo vem apresentando.  Durante a batalha final do Armageddon (Mortal Kombat: Armageddon), o corpo de Liu Kang impediu que Shang Tsung pegasse a essência de Blaze na pirâmide de Argus e o matou.
O corpo de Liu Kang foi morto durante o Armageddon e sua alma foi um dos cinco sobreviventes da batalha final. Em Mortal Kombat (2011), Liu Kang reprisa seu papel nos dois primeiros torneios onde Raiden tem visões do futuro em que Shao Kahn permaneceu vivo e acredita que Liu Kang precisa vencer o Imperador antes da invasão. Quando Shao Kahn se prepara para invadir o a Terra, Raiden mata Liu Kang acidentalmente antes que pudesse enfrentá-lo, pois finalmente havia percebido que Shao Kahn tinha que ganhar, a fim de evitar os acontecimentos do futuro. Antes de Liu Kang morrer, ele disse para Raiden: "Você matou a todos nós", pois antes dessa batalha e por erros de Raiden, todos os outros lutadores haviam morrido - menos Johnny e Sonya.
Em Mortal Kombat X, ele é um antagonista, junto com Kitana, Smoke, Striker e os outros que morreram no jogo anterior, retornam como um exército de mortos-vivos malignos a serviço de Shinnok, com a derrota do deus ancião caído, Liu Kang e Kitana se tornam os novos imperadores do Netherrealm.
Em Mortal Kombat 11, Liu Kang planeja a invasão da Terra. Após a destruição de sua fortaleza pelas forças de Raiden, Liu Kang se une a Kronika, a feiticeira guardiã do tempo que planeja a criação de uma nova cronologia sem Raiden. Porém, durante sua preparação Kronika faz aparecer um Liu Kang jovem, que se une a Raiden. Eventualmente se descobre que o propósito das manipulações temporais foi porque Kronika temia que as forças combinadas pudessem a impedir. Raiden consegue se fundir aos dois Liu Kangs e se transformar no "Liu Kang Deus do Fogo". Combinando os poderes divinos de Raiden e o conhecimento do Liu Kang morto-vivo, ele consegue atacar a base de Kronika e a combater.

## Em outros meios
Liu Kang foi interpretado pelo ator Robin Shou nos filmes Mortal Kombat e Mortal Kombat: Annihilation. No filme de 2021, Liu Kang é interpretado por Ludi Lin.
Uma versão anti-heroica de Liu Kang aparece na websérie Mortal Kombat: Legacy, interpretado por Brian Tee.
Liu Kang aparece nas animações  Mortal Kombat: Defenders of the Realm e Mortal Kombat Legends: Scorpion's Revenge.

## Recepção
O personagem teve recepção positiva por publicações de jogos. Liu Kang liderou a lista dos 50 melhores personagens de Mortal Kombat feita pela UGO Networks em 2012, e ficou em 94° na lista de 2008 dos "100 maiores heróis de todos os tempos". Em 2012, GamesRadar listou-o como o 51° protagonista mais memorável dos video games, declarando que apesar de "Sub-Zero e Scorpion receberem a maior parte da atenção", Liu Kang "atira bolas de fogo, grita como Bruce Lee, e começou a Animality se transformando em um dragão -- não é surpresa que ele é o campeão da Terra." DigitalSpy o listou como 13° melhor personagem de Mortal Kombat o comparando com Ryu de Street Fighter character, dizendo que apesar de ambos serem "meio chatos" desenvolvem técnicas cativantes em suas séries. Seu relacionamento com Kitana ficou em quarto na lista da IGN de melhores casais em  video games feita em 2006.